# Afrikanska mästerskapen i fäktning 2011
Afrikanska mästerskapen i fäktning 2011 arrangerades mellan den 21 och 24 juli 2011 i Kairo i Egypten. Det var den 11:e upplagan av afrikanska mästerskapen i fäktning.

## Medaljörer

### Herrar
| Gren                  | Guld                                                                     | Silver                                                                      | Brons                                                                        |
| Värja, individuellt   | Alexandre Bouzaid                                                        | Ayman Alaa El-Din                                                           | Ahmed El-Saghir                                                              |
| Värja, individuellt   | Alexandre Bouzaid                                                        | Ayman Alaa El-Din                                                           | Mohamed Ayoub Ferjani                                                        |
| Värja, lag            | Egypten Ahmed Nabil Ayman Alaa El-Din Ahmed El-Saghir Zeyad El-Ashery    | Tunisien Jawhar Miled Mohamed Ben Aziza Mohamed Ayoub Ferjani Karim Kamoun  | Sydafrika Jarryd New Mike Wood Given Maduma Michael Erasmus                  |
| Florett, individuellt | Alaaeldin Abouelkassem                                                   | Mohamed Samandi                                                             | Tarek Fouad                                                                  |
| Florett, individuellt | Alaaeldin Abouelkassem                                                   | Mohamed Samandi                                                             | Karim Kamoun                                                                 |
| Florett, lag          | Egypten Tarek Fouad Alaaeldin Abouelkassem Sherif Farrag Mahmoud Mansour | Tunisien Mohamed Samandi Mohamed Ayoub Ferjani Karim Kamoun Souhaib Sakrani | Sydafrika Jacques Viljoen Jarryd New Michael Erasmus David Sandler           |
| Sabel, individuellt   | Mahmoud Samir                                                            | Hichem Samandi                                                              | Tamim Ghazy                                                                  |
| Sabel, individuellt   | Mahmoud Samir                                                            | Hichem Samandi                                                              | Mannad Ghazi                                                                 |
| Sabel, lag            | Egypten Mahmoud El-Bakry Tamim Ghazy Ahmed Abdelmoneim Mannad Ghazi      | Tunisien Souhaib Sakrani Hichem Samandi Iheb Ben Chaabene Amine Akkari      | Senegal Mamadou Keïta Ibrahima Keïta Amadou Moustapha Diagne Mouhamadou Sall |

### Damer
| Gren                  | Guld                                                                 | Silver                                                                 | Brons                                                         |
| Värja, individuellt   | Sarra Besbes                                                         | Mona Abdulaziz                                                         | Maya Mansouri                                                 |
| Värja, individuellt   | Sarra Besbes                                                         | Mona Abdulaziz                                                         | Inès Boubakri                                                 |
| Värja, lag            | Tunisien Sarra Besbes Maya Mansouri Inès Boubakri Dorra Ben Jaballah | Sydafrika Shih-Ya Huang Tamryn Carfoot Natalia Tyshler Juliana Barrett | Egypten Mona Abdulaziz Nada Ashraf Ayah Mahdy Shrouk Gamal    |
| Florett, individuellt | Inès Boubakri                                                        | Iman Shaban                                                            | Anissa Khelfaoui                                              |
| Florett, individuellt | Inès Boubakri                                                        | Iman Shaban                                                            | Shaimaa El-Gammal                                             |
| Florett, lag          | Egypten Iman Shaban Shaimaa El-Gammal Eman El-Gammal Nada El-Sadi    | Tunisien Inès Boubakri Haïfa Jabri Jouda Louhichi Dorra Ben Jaballah   | Algeriet Anissa Khelfaoui Narimene El-Houari Khadidja Zerabib |
| Sabel, individuellt   | Azza Besbes                                                          | Amira Ben Chaabane                                                     | Salma Zain                                                    |
| Sabel, individuellt   | Azza Besbes                                                          | Amira Ben Chaabane                                                     | Héla Besbes                                                   |
| Sabel, lag            | Tunisien Azza Besbes Héla Besbes Amira Ben Chaabane                  | Egypten Salma Zain Mennatalla Ahmed Yasser Maryam El-Sawy Sara Nasr    | Sydafrika Adele du Plooy Jyoti Chetty Demi-Lee Schultz        |

## Medaljtabell
*   Värdland ( Egypten)
| Nr                  | Nation              | Guld | Silver | Brons | Totalt |
| ------------------- | ------------------- | ---- | ------ | ----- | ------ |
| 1                   | Egypten*            | 6    | 4      | 7     | 17     |
| 2                   | Tunisien            | 5    | 7      | 5     | 17     |
| 3                   | Senegal             | 1    | 0      | 1     | 2      |
| 4                   | Sydafrika           | 0    | 1      | 3     | 4      |
| 5                   | Algeriet            | 0    | 0      | 2     | 2      |
| Totalt (5 nationer) | Totalt (5 nationer) | 12   | 12     | 18    | 42     |